# Wärmekraftwerk Saporischschja
Das Kraftwerk Saporischschja (ukrainisch Запорізька ТЕС, englisch Zaporizhzhya Thermal Power Plant = ZTPP) ist ein Kohle- und Gaskraftwerk in der ukrainischen Stadt Enerhodar in der Oblast Saporischschja. Es steht etwa 2 km östlich des Kernkraftwerks Saporischschja.
Das Wärmekraftwerk hat eine Leistung von 3600 Megawatt. Die beiden 320 m hohen Schornsteine sind die höchsten Bauwerke der Oblast. Im Jahr 2009 produzierte das Kraftwerk 2361,8 Gigawattstunden Energie und emittierte dabei 1,947 Millionen Tonnen Kohlenstoffdioxid, was einer CO2-Intensität von 825 Gramm pro Kilowattstunde entspricht.
| Block | Brennstoff | Nettoleistung | Inbetriebnahme | Status      |
| ----- | ---------- | ------------- | -------------- | ----------- |
| 1     | Kohle      | 300 MW        | 1972           | in Betrieb  |
| 2     | Kohle      | 300 MW        | 1972           | in Betrieb  |
| 3     | Kohle      | 300 MW        | 1972           | in Betrieb  |
| 4     | Kohle      | 300 MW        | 1973           | in Betrieb  |
| 5     | Erdgas     | 800 MW        | 1975           | in Betrieb  |
| 6     | Erdgas     | 800 MW        | 1976           | stillgelegt |
| 7     | Erdgas     | 800 MW        | 1977           | in Betrieb  |